# Markus Schmidt (Eishockeyspieler)
Markus Schmidt (* 30. Januar 1985 in Hagenow) ist ein ehemaliger deutscher Eishockeyspieler, der zuletzt bei den Füchsen aus Duisburg unter Vertrag stand.

## Karriere
Markus Schmidt begann seine Karriere als Eishockeyspieler in der Jugend des Hamburger SV. Danach zog es ihn zunächst zu den Eisbären Berlin in die Deutschen Nachwuchsliga, wo er zu den teamintern besten Scorern gehörte. Später wechselte er in die Profimannschaft der Eisbären Berlin in der Deutschen Eishockey Liga, bei denen er seine ersten Erfolge verbuchen konnte. Anschließend schloss er sich im Sommer 2001 den Kölner Junghaien an. Dort absolvierte er 79 Ligapartien und erzielte dabei 126 Scorerpunkte. Des Weiteren wurde er mehrmals für den Profikader der Kölner Haie in der DEL nominiert und kam dabei auf fünf DEL-Einsätze. Zum Ende der Saison 2002/03 verließ er die Junghaie.
In den folgenden zwei Jahren war er beim SC Bietigheim-Bissingen und dem REV Bremerhaven in der 2. Bundesliga aktiv. Über die Duisburger Füchse, die Hannover Indians sowie den Hannover Scorpions kam er 2007 zurück zum REV Bremerhaven, für den er bis 2010 in der 2. Bundesliga spielte. In den Jahren 2010 bis 2013 spielte er für die Füchse Duisburg in der Oberliga West. In der Saison 2013/14 spielte er für die Lausitzer Füchse in der DEL 2, wechselte aber im Januar 2014 zurück zu den Füchsen Duisburg.

### International
Für eine deutsche Auswahlmannschaft spielte Schmidt bei der U18-Weltmeisterschaft 2004 sein erstes Turnier. 2005 und 2006 nahm er für sein Land an den Junioren-Weltmeisterschaften teil.